# UGC 5497
يو جي سي 5497 (بالإنجليزية: UGC 5497)‏ هي مجرة قزمة، تقع على بعد حوالي 12 مليون سنة ضوئية في كوكبة الدب الأكبر. وهي ضمن مجموعة M81